# Эйкер-Болаг
Эйкер-Болаг (перс.  ایقربلاغ ‎) — село на севере Ирана, в остане Альборз. Входит в состав шахрестана Саводжболаг. Является частью дехестана (сельского округа) Сеидабад Центрального бахша.

## География
Село находится в центральной части Альборза, к югу от хребта Эльбурс, на расстоянии приблизительно 18 километров к западу-северо-западу (WNW) от Кереджа, административного центра провинции. Абсолютная высота — 1276 метров над уровнем моря.

## Население
По данным переписи 2006 года население села составляло 1045 человек (544 мужчины и 501 женщина). В Эйкер-Болаге насчитывалось 263 семьи. Уровень грамотности населения составлял 71,20 %. Уровень грамотности среди мужчин составлял 75 %, среди женщин — 67,07 %.